# Milán Füst

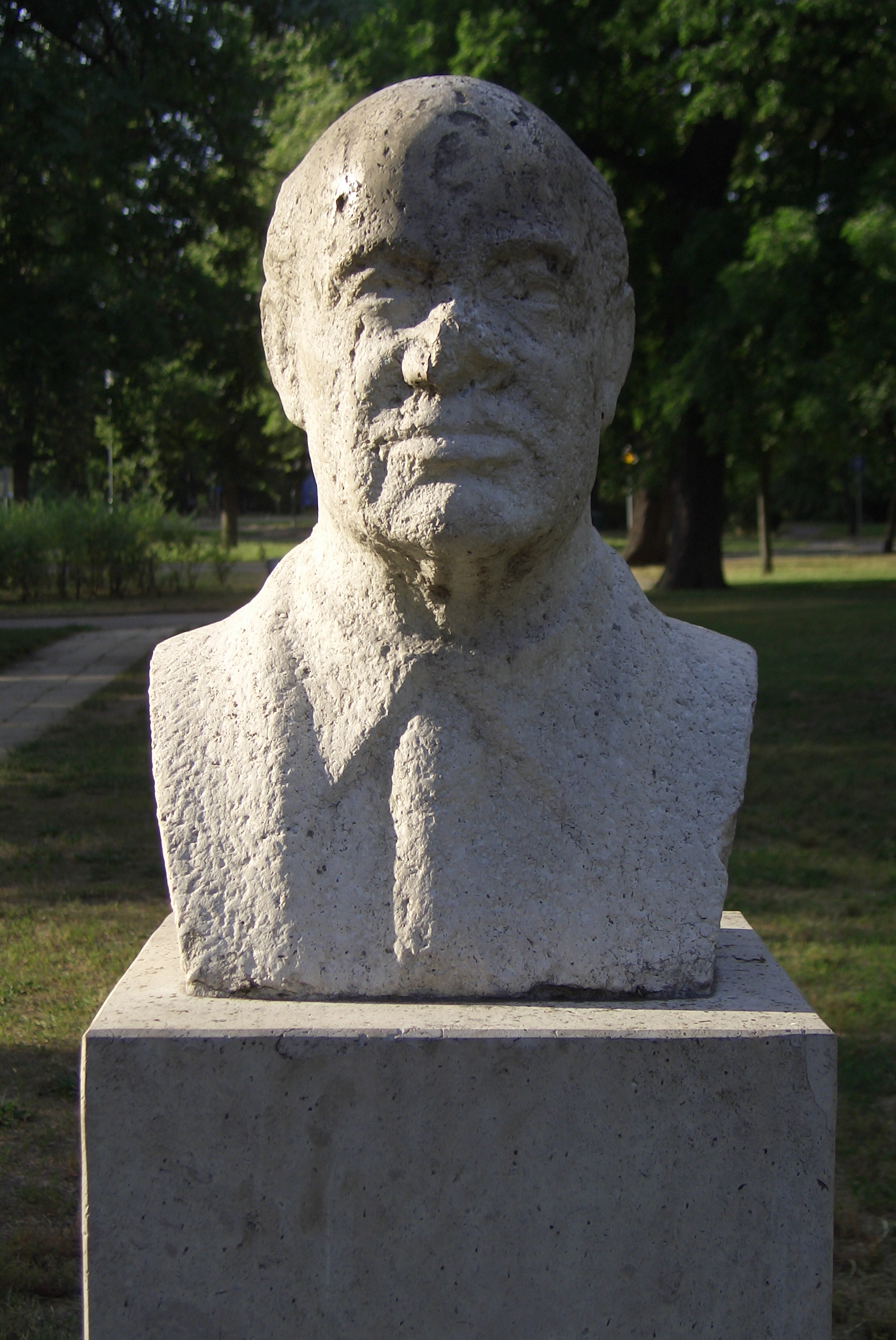
Beeld van Milán Füst

Milán Füst (Boedapest, 17 juli 1888 – aldaar 26 juli 1967) was een Hongaarse schrijver, dichter en toneelschrijver. Zijn bekendste werk is de roman A feleségem története (De geschiedenis van mijn vrouw) uit 1942.  
In 1908 ontmoette hij de schrijver Ernő Osvát en publiceerde hij zijn eerste werk in het literaire tijdschrift Nyugat. Hij raakte bevriend met onder meer de bekende Hongaarse schrijvers Dezső Kosztolányi en Frigyes Karinthy. 
Füst studeerde rechten en economie in Boedapest en werd leraar op verschillende handelsscholen. In 1918 werd hij jurist bij de Vörösmarty-academie, maar in 1921 werd hij gedwongen deze te verlaten. Zijn woning in Boedapest werd in 1945 door een bom getroffen, waardoor een groot deel van zijn Dagboek, waaraan hij sinds 1904 had gewerkt, verloren ging.
In 1947 werd Füst docent aan de Hogeschool voor Beeldende Kunsten. In 1948 kreeg hij de Kossuthprijs. Ondanks dit eerbetoon werd zijn werk tussen 1949 en 1955 niet uitgegeven. Zijn toneelstukken werden pas in de jaren voor zijn dood in 1967 gespeeld. 
Nadat zijn bekendste roman A feleségem története in onder meer het Frans (1958) en Duits (1962) was verschenen, werd hij in 1965 geïnterviewd voor de Zweedse radio, in een serie vraaggesprekken met Nobelprijskandidaten. Dat hij daadwerkelijk kandidaat is geweest, is nooit aangetoond.
De roman verscheen in 1963 ook in het Nederlands, onder een iets afwijkende titel, Het geheim van mijn vrouw, en met de ondertitel Aantekeningen van de Hollandse kapitein Steur (Uitg. De Tijdstroom, vertaling: László Sluimers). In 1991 verscheen een heruitgave bij De Prom, voorzien van een voorwoord van György Konrád.
- Biblioteca Nacional de España: XX1277083
- Bibliothèque nationale de France: cb120840064 (data)
- Gemeinsame Normdatei: 119289881
- International Standard Name Identifier: 0000 0001 0887 9273
- Library of Congress Control Number: n50015387
- MusicBrainz: d5a84610-a84b-4c10-9ecf-d190f0a696b8
- Nationale Bibliotheek van Tsjechië: ola2003165538
- Nationale Bibliotheek van Israël: 987007261292105171
- Nederlandse Thesaurus van Auteursnamen: 070482462
- Istituto Centrale per il Catalogo Unico: SBLV276236
- LIBRIS: 187710
- Système universitaire de documentation: 029155649
- Trove: 1044038
- Virtual International Authority File: 36943924
- WorldCat: E39PBJq6YMfy8r6wfxh3HhBByd